# 日本菌学会
日本菌学会（にほんきんがっかい、英語: The Mycological Society of Japan）は、1956年設立の菌類（かび、酵母、きのこ等の真菌、及び変形菌類等の偽菌類）を研究する基礎生物学系の学術団体である。

## 概要
菌類に関する学際領域の研究推進と普及を目的に設立された。分類学をはじめ、生理学、生態学、遺伝学などさまざまな分野の菌類研究者が所属する。会員数は約1000名だが、その数は減少傾向にある。2017年に法人に移行し、一般社団法人となった。
日本の菌類分類学において、重要な役割を果たしている。

## 総会
- 年1回

## 学会誌
- 「Mycoscience」（英文誌） 年6刊
- 「日本菌学会会報」（和文誌） 年2刊
- ニュースレター（和文誌） 年4刊